# Gerda Steyn
Pour les articles homonymes, voir Steyn.
Gerda Steyn (née le 3 mars 1990 à Bothaville) est une athlète sud-africaine, coureuse de marathon et d'ultramarathon.
Elle a établi le record de la course Comrades Marathon en 2019 avec un temps de 5:58:53, devenant la première femme courant en moins de six heures pour cette épreuve.

## Biographie
Les parents de Gerda Steyn sont Pieter et Trudie Steyn. Elle grandit dans une ferme de la région de Bothaville et termine ses études en 2008 au lycée de Bothaville. Par la suite, elle est métreuse à l'Université de l'État libre (Universiteit van die Vrystaat). Elle a une sœur, Estie, et un frère, Stefan.
En 2014, elle part travailler à Dubaï et rejoint un club de course à pied, où elle découvre son talent pour la course. Après avoir terminé son premier Comrades Marathon en 2015, elle rencontre le vainqueur de l'édition 1991, Nick Bester, qui devient son entraîneur.
La première grande victoire de sa carrière est au Two Oceans Marathon 2018, en un temps de 3:39:32.
Elle remporte le Comrades Marathon 2019 en un temps record de 5 heures, 58 minutes et 53 secondes, devenant la première femme à terminer la course ascendante en moins de six heures.
Elle a également remporté le Marathon des deux océans 2019 en un temps de 3:31:28.
Elle établit son meilleur temps pour un marathon classique en 2 h 27 min 48 s en 2019 au Marathon de New York puis améliore son record personnel le 11 avril 2021 à Ampugnano en 2 h 25 min 43 s, battant le record national établi par Colleen de Reuck en 1996.
Elle améliore ce record en 2 h 24 min 3 s le 3 décembre 2023 à l'occasion du marathon de Valence.

## Principales courses
| Année | Course               | Lieu             | Position | Temps   |
| ----- | -------------------- | ---------------- | -------- | ------- |
| 2015  | Comrades             | Durban           | 56e      | 8:19:08 |
| 2016  | Two Oceans           | Le Cap           | 14e      | 4:15:44 |
| 2016  | Comrades             | Pietermaritzburg | 14e      | 7:08:23 |
| 2017  | Comrades             | Durban           | 4e       | 6:45:45 |
| 2018  | Two Oceans           | Le Cap           | 1re      | 3:39:32 |
| 2018  | Comrades             | Pietermaritzburg | 2e       | 6:15:34 |
| 2018  | Marathon de New York | New York         | 13e      | 2:31:04 |
| 2019  | Two Oceans           | Le Cap           | 1re      | 3:31:28 |
| 2019  | Comrades             | Durban           | 1re      | 5:58:53 |
| 2019  | Marathon de New York | New York         | 11e      | 2:27:48 |
| 2023  | Comrades             | Durban           | 1re      | 5:44:55 |